# Dansk Rock - fra pigtråd til punk
Dansk Rock - fra pigtråd til punk 1956-1985 er et dansk leksikon som blev udgivet i 1985 på Politikens Forlag med Jens Jørn Gjedsted som hovedforfatter, efter idé af Stig Andersen og redaktør Jan Sneum.
Bogen tager udgangspunkt i dansk rock fra den 12. september 1956 og frem, da denne dato betegnes som 'rock'ens fødselsdag i dansk henseende. Dette skete på Børge Kisbyes danseskole i National Scala i København, da man første gang kunne præsenterer amerikansk rock'n'roll for et livepublikum i Danmark.

## Historie
Det er den første samlede fremstilling af dansk rock i leksikonform, hvor det meste af musikgenren i Danmark bliver gennemgået. Dansk Rock - fra pigtråd til punk 1956-1985 indeholder 616 opslag om danske grupper og solister.
Udover kunstenere og deres udgivelser, er der også samlet en filmografi over dansk rock på film, hvor der er mest fokus på biograffilm fra årene 1958 til 1985.
I 1997 udkom Politikens Dansk Rock 1956-1997 som totalt nyskrevet og omdefineret, og var en opfølgning på denne udgivelse.